# 丹下健太
丹下 健太（たんげ けんた、1978年 - ）は、日本の小説家。愛媛県生まれ。 同志社大学法学部卒業。京都市在住。

## 経歴
20代後半から小説を読み始め、2007年「青色讃歌」で第44回文藝賞受賞。

## 作品リスト
- 『青色讃歌』（2007年11月、河出書房新社）
  - 初出:『文藝』2007年冬号
- 『マイルド生活スーパーライト』（河出書房新社、2010）
  - 初出:『文藝』2009年冬号
- 『仮り住まい』（河出書房新社、2012）
  - 初出:『文藝』2012年春号
- 『猫の目犬の鼻』（講談社、2014）
  - ぱんぱんぱん（『群像』2011年7月）
  - 猫の目犬の鼻（『群像』2013年7月）
  - 名の前の時間（『群像』2011年4月）

## 単行本未収録
- 顔（『すばる』2012年8月号）
- サタデードライバー（『群像』2013年2月号）